# Gamla tekniska högskolan, Helsingfors

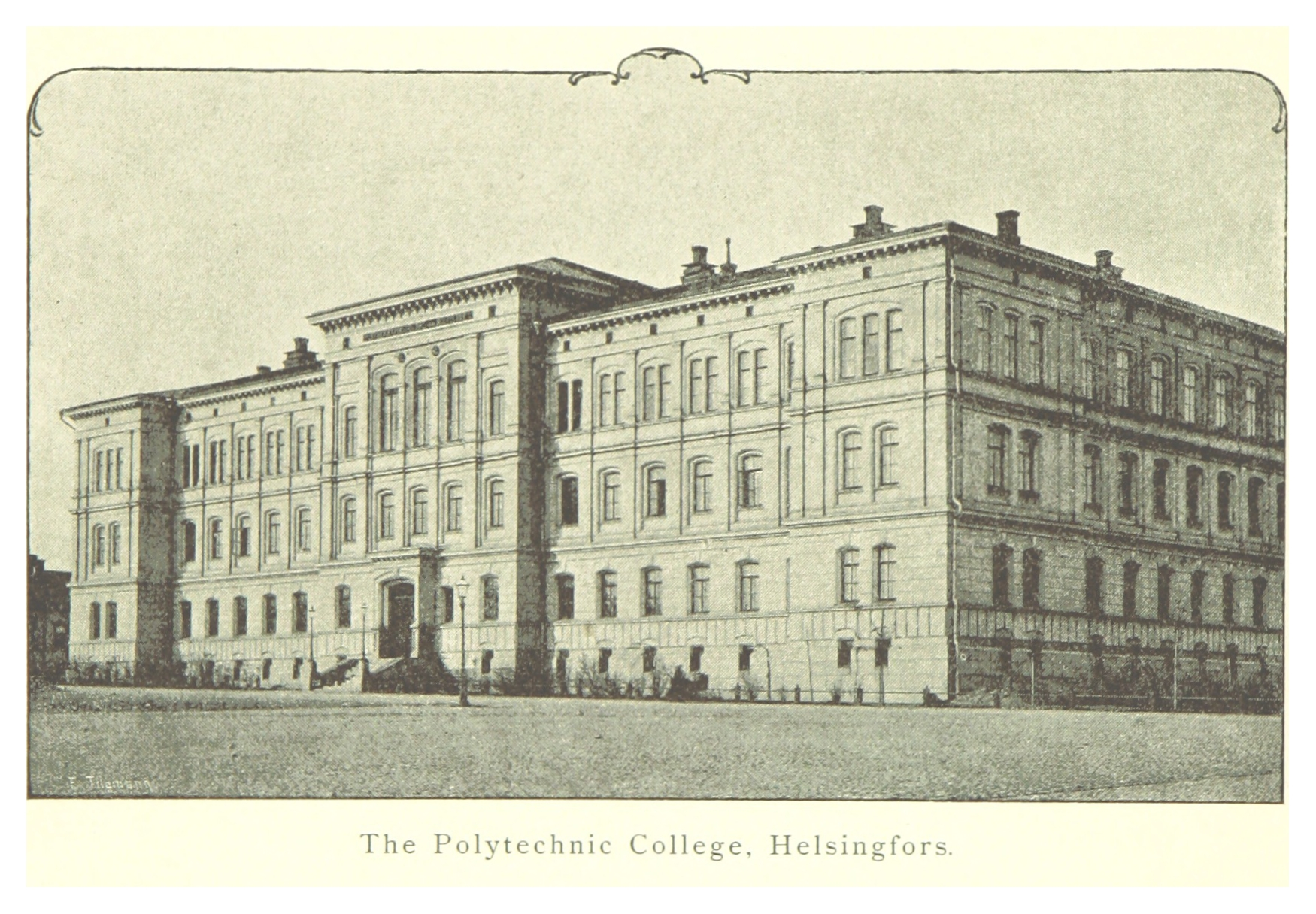
Polytekniska institutet, 1894

För Gamla tekniska högskolan i Stockholm, se Gamla tekniska högskolan, Stockholm
Gamla tekniska högskolan är en byggnad vid Sandvikstorget i sydvästra änden av stadsdelen Kampen i Helsingfors.
Tekniska högskolan hade grundats 1849 som Helsingfors tekniska realskola och hette från 1872 Polytekniska skolan och från 1879 Polytekniska institutet. Åren 1872–1877 uppfördes en pampig byggnad för skolan, som var ritad av Frans Anatolius Sjöström. Den tillbyggdes 1904 efter ritningar av Gustaf Nyström och 1928 efter ritningar av Agi Lindegren. Under vinterkrigets första flygbombanfall den 30 november 1917 skadades byggnaden.
Tekniska högskolan låg i byggnaden till 1966, då den flyttade till nya lokaler i Otnäs i Esbo.  
Senare har byggnaden inrymt Helsingfors tekniska utbildningsinstitut och dess efterträdare, Yrkeshögskolan Metropolia. Denna flyttade till Kvarnbäcken 2019.